# Ehretia corylifolia
Ehretia corylifolia är en strävbladig växtart som beskrevs av Charles Henry Wright. Ehretia corylifolia ingår i släktet Ehretia och familjen strävbladiga växter. Inga underarter finns listade i Catalogue of Life.